# David Otero
David Otero Martín (Madrid, 17 de abril de 1980) es un cantante, guitarrista y compositor español. Fue miembro del grupo español de pop rock El Canto del Loco (1994-2010). Tras la disolución de la banda, inició su carrera en solitario como El Pescao. En la actualidad continúa con su carrera en solitario utilizando su propio nombre.

## Trayectoria
Fue uno de los miembros (compositor y guitarrista) de la banda española El canto del loco. La banda estuvo en activo diez años, publicando seis álbumes.
En 2010, tras la disolución de la banda, David comenzó su carrera en solitario como El pescao. Su primer álbum en solitario, Nada lógico (2010), alcanzó la segunda posición de las listas de ventas españolas. Tras una extensa gira de tres años, publicó una edición especial del mismo llamada Un viaje nada lógico (2011), seguido del EP Ciao Pescao (2012). Su segundo álbum, Ultramar (2014), muestra su faceta de compositor inquieto y siempre en búsqueda. Con este disco David dio más de 70 conciertos en España y abrió horizontes en Latinoamérica.
En 2017, publicó un disco epónimo bajo su propio nombre: David Otero. En 2018, tras una extensa gira por España, México y Argentina, regresa con 1980, un disco que mezcla un pop moderno y lumínico con sonidos revival y ritmos bailables. 
David publicó en 2020 una nueva versión junto a Taburete de la canción «Una foto en blanco y negro». Este tema es el primer sencillo de su nuevo trabajo.

## Filmografía
Películas
- El Canto Del Loco: La Película (2009): él mismo.

Televisión
- Tu cara me suena (2017) en Antena 3.
- 1, 2, 3... hipnotízame (2017) en Antena 3.
- Operación Triunfo 2018 en Televisión Española

## Discografía
Álbumes de estudio
- 2010: Nada-Lógico
- 2014: Ultramar
- 2017: David Otero
- 2018: 1980
- 2021: Otero y yo

EP
- 2012: Ciao Pescao

## Libros
- Precipicio al mar (Aguilar, 2019)